# Lecithocera hildebrandtella
Lecithocera hildebrandtella is een vlinder uit de familie van de Lecithoceridae. De wetenschappelijke naam van de soort is voor het eerst geldig gepubliceerd in 1956 door Viette.